# Silahara
Els silahares foren una dinastia que va governar a Maharashtra, especialment el Konkan, entre el segle VIII i el segle xiii sense interrupció. Hi va haver tres branques: la vella que va governar el sud del Konkan vers 765 a 1015/1020; els Silahares de Thana que van governar el nord de Konkan que van fer eclosió vers el 800 i van governar 400 anys. I una tercera branca que va governar territoris a l'interior cap al districte de Satara i el districte de Belgaum i l'antic principat de Kolhapur, que va sorghir vers el segle x. Els silahares foren feudataris dels Rastrakutes, Chalukyes, Kadambes i finalment dels Yadaves de Devagiri.
El silahares del sud de Konkan són coneguts per les taules de Kharepatan, fetes el 1008. Rattaraja fou el darrer sobirà i es donen els noms i detalls genealògics dels seus deu antecessors i alguns dels seus fets. La data de fundació es dedueix del fet que el primer sobirà fou feudatari del rashtrakuta Krishna I (758 a 773). Vers 765 Krishna havia establert el seu poder a Konkan que segurament va confiar a Sanaphulla, fundador de la dinastia Silahara. La cronologia incerta s'ha format sobre la base d'una mitjana de 25 anys per regnat:
- Sanaphulla 765-795
- Dhammayira 795-820
- Aiyaparaja 820-845
- Avasara I 845-870
- Adityavarman 870-895
- Avasara II 895-920
- Indraraja 920-945
- Bhima 945-970
- Avasara III 970-995
- Rattaraja 995-1020

Segons les taules, Sanaphulla va obtenir el domini del territori entre la muntanya Sahya i la mar per gràcia de Krishna Raja. El seu fill Dhammayirava construir el fort de Vallipattana a la costa. Aiyaparaja va obtenir una victòria a Chandrapuri (Chandor prop de Goa). Res s'esmenta del regnat d'Avasara I. El seu fill Adityavarman, descrit com a valerós i brillant, va ajudar els reis de Chandrapuri (Goa) i Chemulya (moderna Cheul), a 50 km al sud de Bombai el que demostraria que el seu govern s'estenia per tot el Konkan. En aquest temps el rei Laghu Kapardi de la branca de Thana era un infant. Avasara II va seguir la política paterna. Bhima, fill d'Indrarajava enderrocat al petit sobirà de Chandor. En aquest temps el rei kadamba Sasthadeva i el seu fill Caturbhuja van intentar enderrocar als rashtrakutes. Avasara III va tenir un regnat agitat; i Rattaraja, lleial als rashtrakutes, va acabar havent de transferir la seva lleialtat a Taila II.
La branca del nord de Konkan no té moltes evidències històriques accessibles. 5 taules de coure i unes dotzenes d'inscripcions. La seva capital era Thana i la branca hauria estat fundada per Kapardi un valent lloctinent del rashtrakuta Govinda III (794-813) que li va donar el govern del nord del Konkan en recompensa. La inscripció de Kanheri datada el 843 parla del seu fill Pulasakti, que havia obtingut el domini del Konkan pel favor del rei rashtrakuta Amoghavarsa, si bé això s'ha posat en dubte. Kapardi hauria governat del 800 al 825 i el seu fill del 825 al 850. Kapardi II (850 a 880) és conegut com a Laghu-Kapardim, temut segons les inscripcions fins i tot quan era infant; dos registres d'aquest rei diuen que fou feudatari de Amoghavarsa I; en el seu regnat els silahares del sud es van estendre a Goa. Kapardi II es va sotmetre al rei kalachuri Kokalla. El seu fill Vappuvanna no fou un bon rei però el seu fill gran Jhanja (910 a 930) és esmentat com a rei de Samur o Cheul per l'historiador àran al-Masudi el 916. Les taules de Kharepatan informen que aquest rei va construir 12 temples dedicats a Xiva.
Les taules de Sangamner que fan referència a aquest rei foren fetes vers el 1000. El seu germà petit Goggi (930 a 945) és comparat a Drona i Bhisma a les taules de Kharepatan però no s'esmenten els seus fets; el seu fill Vajjada I (945 a 975) va romandre lleial als rashtrakutes fins que aquesta dinastia fou enderrocada vers el 973. La taula de cobre de Bhadan de Aparajita Mrganka que apareix amb el títol de Samantadhipati (975 a 1010) feta el 997 parla del seu govern sobre el Konkan; el rei lamenta l'enderrocament dels rashtrakutes i no accepta la supremacia dels chalukyes. Aparajita va ajudar a un rei de nom Gomma i també a Aiyapadeva a retenir el seu regne; també es diu que va ajudar el rei Bhillama II, d'una branca de la família yadava. Satyasraya, el successor del chalukya Taila va atacar a Aparajita després de la retirada dels Chola. Aparajita fou derrotat i va morir poc després.
Unes paraules ambigues han deixat suposar que els dos fills d'Aparajita, Vajjada II i Arikesarin, van lliurar una guerra successoria, però probablement no fou així. Vajjada II (1010 a 1015) era el germà gran i Arikesarin el va succeir (1015-1025) potser com a regent; a la mort d'Arikesarin va pujar al tron el fill de Vajjada II de nom Chittaraja. Una esposa del rei kadamba Chattadeva (vers 980-1031) de nom Kundaladevi, era fill del rei "Vacchaya de Thani" (segurament Vajjada II de Thana). Potser fou Arikesarin qui va acceptar la supremacia chalukya; per un afer de venjança el rei paramara, Bhoja, va atacar el Konkan abans del 1020. Encara el 1024 el rei chalukya Jayasimha II estava a punt per atacar el nord de Konkan; quan es va sotmetre Arikesarin no se sap; podria ser aleshores, però podia haver estat també després Chittaraja; no obstant si Jayasimha II i el seu general Chavanarasa havien reconquerit Konkan el 1024 o abans del 1024 com sembla, expulsant al paramara Bhoja, el més probable és que fou llavors.
Chittaraja (1025 a 1040) va començar a perdre la supremacia silahara davant els kadambes de Goa. El rei kadamba Sasthadeva II reclama en una inscripció haver conquerit el sud i nord de Konkan i encara que Chittaraja va retenir el nord de Konkan segurament va haver d'acceptar la supremacia kadamba. Aquestos van comptar amb el rei Gorika de la casa silahara de Kolhapur. Chittaraja va construir un temple de Xiva a Ambarnath prop de Kalyan. En temps del seu fill Mammuni (1040 a 1070) els kadambes eren molt poderosos i el rei silahara va oferir la mà de la seva filla. Somesvara I, rei chalukya, va enderrocar al rei Mammuni del Konkan del nord per un temps i va posar al seu propi candidat al tron però sembla que no fou per molt de temps. Anantadeva (1070 a 1110), fill del germà gran de Mammuni, fou un sobirà ambiciós que la taula de Kharepatan diu que va derrotar els seus enemics probablement una referència a Guhalla II el rei kadamba, que fou expulsat per Anantadeva; va agafar el títol de "pascimasamudradhipati" (senyor de l'oceà occidental" i fou senyor de tot el Konkan amb 1.400 villages. No obstant els adversaris d'Anantadeva eren de fet els chalukyes. Els silahares s'havien debilitat a causa de la victòria de Gonka (1020 a 1050) anomenat senyor del Konkan però Anantadeva es va recuperar i segurament va derrotar el kadamba Guhalla Deva III (1180).
Apararka I (1110 a 1140) fill d'Anantadeva apareix cedint terres sense cap referència als kadambes el 1118-1119, 1127-1128, 1129-1130 i 1138-1139. El fet que el rei kadamba Vijayaditya s'anomenés a si mateix "Torxa de les joies de la terra de Konkan" no voldira dir que hagués dominat aquest territori però pot ser si que va el va retornar a ser feudatari. Vijayaditya s'hauria revoltat contra els chalukyes però fou derrotat i es va haver de sotmetre. El reu kadamba Jayakesin II (1125-1147) que s'anomenava a si mateix Senyor del Sur i el Nord del Konkan s'hauria enfrontat a Apararka. Jayakesin va reforçar la seva posició amb un enllaç amb la filla de Vikramaditya VI, rei chalukya dels que fou vassal. L'èxit al Konkan fou efímer doncs al cap de pocs mesos el nord del Konkan o Kaverikadvipa ja no s'esmenta entre els seus dominis.
El següent rei fou Harapaladeva (1140-1155) el parentiu del qual amb Aparaka no s'esmenta; hi ha inscripcions de 1149, 1150 i 1153. En temps de Mallikarjuna rei silahara (1155-1170) el seu veí del nord, el chalukya Kumarapala de Gujarat va envair els dominis dels silahares. En la primera batalla a Navasari prop de Surat, Kumarapala fou derrotat a la segona batalla Mallikarjuna va resultar mort i Kumarapala va incloir el Konkan entre els seus dominis; però una inscripció d'Aparaditya II (1170-1195) successor de Mallikarjuna, datada el 1180, el torna a posar en possessió d'aquest territori. El següent rei fou el seu fill Kesiraja que apareix en inscripcions entre 1203 i 1238 el que vol dir que va regnar almenys 40 anys però hauria hagut de reconèixer la sobirania del yadaves de Devagiri. El darrer rei silahara fou Somesvara (1240-1265) del que hi ha inscripcions de 1259 i 1260. El rei yadava Mahadeva (vers 1260-1271) va derrotar un rei de Konkan de nom Soma que seria Somesvara. La taula de Thana assenyala el 1273 ja un governador Yadava a Konkan i Dècan.
El reis silahares foren:
- Kapardi 800-825
- Pulasakti 825-850
- Kapardi II 850-880
- Vappuvanna 880-910
- Jhanja 910-930
- Goggi 930-945
- Vajjada I 945-975)
- Aparajita (Samantadhipati) 975-1010
- Vajjada II 1010-1015
- Arikesarin 1015-1025
- Chittaraja 1025-1040
- Mammuni 1040-1070
- Anantadeva 1070-1110
- Apararka I 1110-1140
- Harapaladeva 1140-1155
- Mallikarjuna 1155-1170
- Aparaditya II 1170-1195
- Kesiraja 1195-1240
- Somesvara 1240-1265

En referència a la tercera branca silahara (vers 1000 a 1215) el rei Gonka és esmentat com a senyor de Karhad (Karad), Mairifvija (Miraj) i Konkan. El seu fill Bhoja II (1175 a 1215) va assolir diversis títols imperials però fou eliminat pel rei yadava Sihghana (després de 1210).